# Adolf Dietrich Hermann von Merveldt
Adolf Dietrich Hermann von Merveldt (* 21. April 1623; † 27. Juni 1639) war Domherr in Münster und Paderborn.

## Leben
Adolf Dietrich Hermann von Merveldt wuchs als Sohn des Dietrich Hermann I. von Merveldt zu Westerwinkel (1598–1658, Kanzler, Geheimrat und Kämmerer) und seiner Gemahlin Gertrud von Ketteler zu Sythen (1600–1630) zusammen mit seinem Bruder Dietrich Hermann II. (1624–1688, Amtsdroste in Wolbeck) und seinen Halbschwestern Clara Sibylla und Maria Ursula in der uralten westfälischen Adelsfamilie von Merveldt auf.
Mit dem Erhalt der Tonsur am 27. November 1636 wurde Adolf Dietrich auf ein geistliches Amt vorbereitet. Durch bischöflichen Zuspruch erhielt er im Jahre 1638 für den verstorbenen Johann Ebertin Raitz von Frentz eine Dompräbende in Münster und kurze Zeit später durch den Turnar eine Präbende in Paderborn.